# Пастухов Михайло Дмитрович
Миха́йло Дми́трович Пастухо́в (7 листопада 1892, Іжевський завод?, тепер місто Іжевськ, Удмуртія, Російська Федерація — 5 січня 1964, місто Москва, тепер Російська Федерація) — радянський діяч, голова виконавчого комітету Костромської губернської ради. Член Центральної контрольної комісії ВКП(б) у 1923—1930 роках, кандидат у члени Президії ЦКК ВКП(б) з 2 червня 1924 по 18 грудня 1925 року, член Президії ЦКК ВКП(б) з 1 січня 1926 по 26 червня 1930 року. Член ВЦВК і ЦВК СРСР.

## Життєпис
Народився в родині робітника. Трудову діяльність розпочав із тринадцятирічного віку. Працював робітником-слюсарем на Іжевському збройному заводі.
З 1906 року вів революційну роботу серед робітників збройного заводу, був організатором підпільної друкарні. Член РСДРП з 1908 року.
За революційну діяльність декілька разів був заарештований, сидів у в'язницях Сарапула та Іжевська.
Під час служби в російській імператорській армії брав участь в організації і роботі підпільних партійних гуртків.
Після Лютневої революції 1917 року перебував на партійній роботі в Брянську, потім переїхав до Іжевська. З серпня 1917 року — організатор Червоної гвардії в робітничому селищі Іжевська.
У 1917—1918 роках — член виконавчого комітету Іжевської ради робітничих депутатів.
З листопада 1918 по квітень 1919 року — член Іжевського загальноміського комітету РКП(б).
З червня 1919 року — член Іжевського революційного комітету. З липня 1919 року — голова Іжевського загальноміського комітету РКП(б).
У 1919—1920 роках — голова Іжевської міської ради.
У 1920—1922 роках — секретар В'ятського губернського комітету РКП(б).
У травні 1922 — травні 1923 року — голова виконавчого комітету Костромської губернської ради.
У 1926—1929 роках — заступник народного комісара робітничо-селянської інспекції РРФСР.
У 1929—1930 роках — заступник голови Вищої ради народного господарства (ВРНГ) РРФСР.
У 1930—1931 роках — член Комітету промислової кооперації та кустарної промисловості при Економічній нараді РРФСР. З 1932 року — заступник голови Комітету промислової кооперації та кустарної промисловості при Економічній нараді РРФСР, член Комітету товарних фондів і регулювання торгівлі.
Потім — голова ЦК профспілки робітників верстатоінструментальної промисловості; на керівній господарській роботі в Москві.
З 1943 року — персональний пенсіонер у Москві.
Помер 5 січня 1964 року в Москві. Похований на Новодівичому цвинтарі Москви.